# Спирово (Бабаевский район)
Спирово — деревня в Бабаевском районе Вологодской области.
Входит в состав Санинского сельского поселения, с точки зрения административно-территориального деления — в Санинский сельсовет.
Расстояние по автодороге до районного центра Бабаево составляет 34 км, до центра муниципального образования деревни Санинская — 8 км. Ближайшие населённые пункты — Дубинино, Седуново, Серково.
Население по данным переписи 2002 года — 8 человек.